# Snabbköpskassörskan
"Snabbköpskassörskan" är en sång skriven av Tomas Ledin under pseudonymen Jonas Moberg, inspelad med den gotländska gruppen Di sma undar jårdi och utgiven som singel 1985. Sjutton år senare, i juli 2002, berättade Ledin under en konsert i Visby att det var han som skrivit låten. Ledin berättade senare, angående valet av pseudonym, att Jonas är ett av hans tre förnamn och Moberg var hans mammas efternamn som ogift.
Låten gick in på Svensktoppen den 3 november 1985 och låg sedan kvar där i 27 veckor fram till 4 maj 1986.
Låten finns också inspelad och utgiven på skiva med Per Lundgren (1985) och Peter Harryson (1998).

## Listplaceringar
| Lista (1985) | Position |
| ------------ | -------- |
| Sverige      | 20       |